# Morti il 30 luglio
| Questa pagina contiene informazioni ricavate automaticamente dalle voci biografiche con l'ausilio del template Bio e di un bot. L'aggiornamento è periodico e automatico e ricostruisce completamente la pagina. Se manca una persona in questa lista, sei pregato di non aggiungerla, ma accertati piuttosto che la sua voce biografica contenga il template Bio e che i dati anagrafici siano correttamente compilati. Se il template Bio manca, inseriscilo tu stesso o, in alternativa, metti l'avviso {{tmp\|Bio}} che ne segnala la mancanza. Se i dati riportati sono sbagliati, correggi direttamente la voce biografica; le modifiche saranno visibili in questa lista entro pochi giorni. Per chiarimenti vedi il progetto biografie. La lista contiene solo le 445 persone che sono citate nell'enciclopedia e per le quali è stato implementato correttamente il template Bio. Pagina aggiornata al 13 ago 2025. |

## II secolo a.C.(2)
- 101 a.C. - Boiorix, re
- 101 a.C. - Lugius, re

## VI secolo(2)
- 578 - Giacomo Baradeo, arcivescovo cristiano orientale siro
- 579 - Papa Benedetto I, papa e vescovo

## VIII secolo(1)
- 734 - Tatwine, arcivescovo, scrittore e grammatico anglosassone (n. 670)

## IX secolo(2)
- 810 - Gisella, nobile francese (n. 757)
- 874 - Adalbert I di Salisburgo, arcivescovo tedesco

## XI secolo(1)
- 1093 - Berta d'Olanda, regina

## XII secolo(1)
- 1156 - Atsïz (n. 1098)

## XIII secolo(5)
- 1206 - Guy Paré, cardinale e arcivescovo cattolico francese
- 1233 - Corrado di Marburgo, presbitero e teologo tedesco
- 1272 - Bonifacio da Canossa, politico italiano
- 1285 - Giovanni I di Sassonia-Lauenburg, duca (n. 1249)
- 1286 - Barebreo, teologo, storico e vescovo cristiano orientale siro (n. 1226)

## XIV secolo(6)
- 1303 - Tommaso Andrei, vescovo cattolico italiano
- 1353 - Matilda Bruce, principessa scozzese
- 1355 - Giovanni di Meißen, vescovo cattolico tedesco
- 1358 - Nicola di Lussemburgo, patriarca cattolico tedesco (n. 1322)
- 1365 - Ludovico della Torre, patriarca cattolico italiano
- 1393 - Alberto V d'Este, nobile (n. 1347)

## XV secolo(5)
- 1405 - Alda Gonzaga, nobile italiana
- 1450 - Enrico XVI di Baviera-Landshut, duca tedesco (n. 1386)
- 1455 - Paolo della Pergola, filosofo, matematico e logico italiano
- 1488 - Clarice Orsini, nobile italiana (n. 1453)
- 1489 - Anne Woodville, nobile inglese (n. 1438)

## XVI secolo(13)
- 1505 - Bernardino Carafa, patriarca cattolico italiano (n. 1472)
- 1526 - García Jofre de Loaísa, esploratore spagnolo (n. 1490)
- 1539 - Bernardo Clesio, cardinale austriaco (n. 1485)
- 1540 - Thomas Abell, teologo inglese
- 1540 - Robert Barnes, religioso e teologo britannico (n. 1495)
- 1540 - Eric I di Brunswick-Lüneburg, nobile tedesco (n. 1470)
- 1544 - Francesco Carafa, arcivescovo cattolico italiano
- 1544 - Giuliano Soderini, vescovo cattolico e diplomatico italiano (n. 1491)
- 1550 - Thomas Wriothesley, I conte di Southampton, nobile e politico britannico (n. 1505)
- 1571 - Cesare Moncada, nobile e politico italiano
- 1576 - Antonio Scarampi, vescovo cattolico italiano (n. 1516)
- 1585 - Nicolò Da Ponte, doge (n. 1491)
- 1594 - Carlo II di Borbone-Vendôme, cardinale e arcivescovo cattolico francese (n. 1562)

## XVII secolo(17)
- 1613 - Enrico Giulio di Brunswick-Lüneburg, vescovo luterano tedesco (n. 1564)
- 1621 - Paul Sixt III von Trautson, diplomatico tedesco (n. 1548)
- 1624 - Esmé Stewart, III duca di Lennox, nobile scozzese (n. 1579)
- 1630 - Pasquale Ottino, pittore italiano (n. 1578)
- 1632 - Carlo di Spagna, nobile (n. 1607)
- 1641 - Ottavio Corsini, arcivescovo cattolico e letterato italiano (n. 1588)
- 1642 - Franz von Hatzfeld, vescovo cattolico tedesco (n. 1596)
- 1652 - Carlo Amedeo di Savoia-Nemours, nobile francese (n. 1624)
- 1655 - Sigmund Theophil Staden, organista e compositore tedesco (n. 1607)
- 1666 - Francesco Ermanno di Sassonia-Lauenburg, duca (n. 1629)
- 1671 - Luigi Giuseppe di Guisa, nobile francese (n. 1650)
- 1674 - Karel Škréta, pittore ceco (n. 1610)
- 1683 - Maria Teresa d'Asburgo, sovrana spagnola (n. 1638)
- 1691 - Daniel Georg Morhof, poeta e critico letterario tedesco (n. 1639)
- 1692 - Alonso Enríquez de Santo Tomás, religioso, teologo e vescovo cattolico spagnolo (n. 1631)
- 1698 - Giovanni Battista Merano, pittore italiano (n. 1632)
- 1700 - Guglielmo, duca di Gloucester, nobile britannico (n. 1689)

## XVIII secolo(13)
- 1706 - Fëdor Alekseevič Golovin, politico, diplomatico e nobile russo (n. 1650)
- 1718 - William Penn, politico e teologo britannico (n. 1644)
- 1719 - Giambattista Felice Zappi, poeta italiano (n. 1667)
- 1725 - Giovanni Cristoforo Battelli, arcivescovo cattolico e letterato italiano (n. 1658)
- 1741 - Wirich Philipp von Daun, generale austriaco (n. 1669)
- 1746 - Francesco Trevisani, pittore italiano (n. 1656)
- 1768 - Giorgio Baffo, poeta italiano (n. 1694)
- 1775 - Domenico Maria Gusmano Galeazzi, anatomista italiano (n. 1686)
- 1780 - Pier Alessandro Guasco, generale italiano (n. 1714)
- 1786 - Niccolò Angelisti, religioso italiano (n. 1713)
- 1788 - Heinrich Kajetan von Blümegen, politico e nobile austriaco (n. 1715)
- 1789 - Giovanna Bonanno, serial killer italiana (n. 1713)
- 1800 - Giovanni Alessandro Brambilla, anatomista, patologo e medico italiano (n. 1728)

## XIX secolo(43)
- 1801 - James Gunn, politico e generale statunitense (n. 1753)
- 1804 - Carlo Allioni, botanico e medico italiano (n. 1728)
- 1811 - Jem Belcher, pugile inglese (n. 1781)
- 1811 - Miguel Hidalgo y Costilla, rivoluzionario e religioso messicano (n. 1753)
- 1825 - William Craven, I conte di Craven, nobile e ufficiale inglese (n. 1770)
- 1828 - Isaac de Rivaz, politico e inventore francese (n. 1752)
- 1828 - Giovanni Francesco Toppia, vescovo cattolico italiano (n. 1754)
- 1831 - Richard Varick, politico e avvocato statunitense (n. 1753)
- 1832 - Jean-Antoine Chaptal, chimico francese (n. 1756)
- 1833 - Charles Nombret Saint-Laurent, drammaturgo e librettista francese (n. 1791)
- 1840 - Joseph Jacotot, filosofo e pedagogista francese (n. 1770)
- 1841 - Jens Wilken Hornemann, botanico e medico danese (n. 1770)
- 1842 - Giuseppe Venceslao del Liechtenstein, presbitero e generale austriaco (n. 1767)
- 1852 - Tommaso Sergiusti, politico italiano (n. 1780)
- 1853 - Francis Ogilvy-Grant, VI conte di Seafield, nobile e politico scozzese (n. 1778)
- 1854 - Jacques Marquet de Montbreton de Norvins, scrittore e politico francese (n. 1769)
- 1855 - Ghébrē Michele, presbitero etiope (n. 1791)
- 1856 - Michail Petrovič Barataev, funzionario, numismatico e nobile russo (n. 1784)
- 1859 - Richard Rush, politico statunitense (n. 1780)
- 1862 - Thomas Stewart Traill, naturalista e medico britannico (n. 1781)
- 1864 - Filippo Minutilli, patriota e militare italiano (n. 1813)
- 1868 - William MacKenzie, oculista scozzese (n. 1791)
- 1869 - Isaac Toucey, politico e statistico statunitense (n. 1792)
- 1871 - Max Bezzel, scacchista tedesco (n. 1824)
- 1872 - Pierre Charles Dejean, generale, politico e nobile francese (n. 1807)
- 1873 - Ferdinando Dal Verme, esploratore e ingegnere italiano (n. 1846)
- 1875 - George Edward Pickett, generale statunitense (n. 1825)
- 1880 - Francesco Saverio Apuzzo, cardinale e arcivescovo cattolico italiano (n. 1807)
- 1881 - Ercole Turati, ornitologo italiano (n. 1829)
- 1885 - Louis Leroy, giornalista, drammaturgo e pittore francese (n. 1812)
- 1888 - Bartley Campbell, giornalista e commediografo statunitense (n. 1843)
- 1888 - Franz von Thun und Hohenstein, generale austriaco (n. 1826)
- 1889 - Miles Joseph Berkeley, botanico e micologo inglese (n. 1803)
- 1892 - Alexander von Huebner, diplomatico, scrittore e nobile austriaco (n. 1811)
- 1894 - Walter Pater, saggista e critico letterario inglese (n. 1839)
- 1895 - Giambattista Collacchioni, politico italiano (n. 1814)
- 1895 - Luigi Sodo, vescovo cattolico italiano (n. 1811)
- 1897 - Alfred von Arneth, storico, numismatico e politico austriaco (n. 1819)
- 1898 - Otto von Bismarck, politico tedesco (n. 1815)
- 1899 - Adelaide di Schaumburg-Lippe, principessa (n. 1821)
- 1900 - Alfredo, duca di Sassonia-Coburgo-Gotha, principe inglese (n. 1844)
- 1900 - Antonio Bianchi, fantino italiano (n. 1825)
- 1900 - Tito Sarrocchi, scultore italiano (n. 1824)

## XX secolo(225)
- 1902 - Cesare Zanolini, militare e politico italiano (n. 1823)
- 1903 - Rosina Stoltz, compositrice e cantante francese (n. 1815)
- 1905 - Gioacchino La Lomia, presbitero e missionario italiano (n. 1831)
- 1906 - Giovannantonio Cipriani, patriota italiano (n. 1824)
- 1906 - Giacomo Longo, militare e politico italiano (n. 1818)
- 1907 - Leone Pelloux, generale e politico italiano (n. 1837)
- 1908 - James Budd, politico statunitense (n. 1851)
- 1912 - Anton Hubert Fischer, cardinale e arcivescovo cattolico tedesco (n. 1840)
- 1912 - Juan Gualberto González, politico paraguaiano (n. 1851)
- 1912 - Meiji, imperatore giapponese (n. 1852)
- 1912 - Edmund von Neusser, medico austriaco (n. 1852)
- 1913 - Onorato Comini, politico italiano (n. 1843)
- 1915 - Charles Becker, poliziotto statunitense (n. 1870)
- 1915 - Francesco Campo, militare, patriota e politico italiano (n. 1827)
- 1915 - Sidney Woodroffe, militare britannico (n. 1895)
- 1916 - Antonio Devoto, imprenditore e banchiere italiano (n. 1832)
- 1917 - Harrison Gray Otis, militare, editore e imprenditore statunitense (n. 1837)
- 1918 - John Cowell, militare e aviatore britannico (n. 1889)
- 1918 - Hermann von Eichhorn, generale prussiano (n. 1848)
- 1918 - Fernand Faroux, calciatore francese (n. 1887)
- 1918 - Romano Mignini, scultore italiano (n. 1856)
- 1918 - Romolo Onor, agronomo italiano (n. 1880)
- 1918 - Chaim Soloveitchik, rabbino e educatore bielorusso (n. 1853)
- 1921 - Francesco Lombardo, militare e criminale italiano (n. 1896)
- 1922 - Biagio Camagna, avvocato, politico e pubblicista italiano (n. 1858)
- 1922 - Karl Wilhelm Dove, geografo, meteorologo e esploratore tedesco (n. 1863)
- 1923 - Charles Henry Hawtrey, attore, regista e manager inglese (n. 1858)
- 1924 - Emma Eckstein, psicoanalista austriaca (n. 1865)
- 1924 - John Wylie, calciatore inglese (n. 1854)
- 1925 - William Wynn Westcott, medico inglese (n. 1848)
- 1926 - Isabella Skinner Clarke-Keer, farmacista britannica (n. 1842)
- 1927 - Friedrich August Georg Bitter, botanico tedesco (n. 1873)
- 1927 - Robert de Flers, drammaturgo e critico letterario francese (n. 1872)
- 1928 - Aristide Leonori, ingegnere italiano (n. 1856)
- 1930 - Joan Gamper, calciatore, dirigente sportivo e imprenditore svizzero (n. 1877)
- 1930 - Camillo Prampolini, politico italiano (n. 1859)
- 1931 - Max von Rumelin, giurista tedesco (n. 1861)
- 1932 - Giovanni Borelli, politico, giornalista e militare italiano (n. 1867)
- 1934 - Henry Norris, imprenditore, politico e manager inglese (n. 1865)
- 1936 - Joaquin Abati y Diaz, commediografo spagnolo (n. 1865)
- 1936 - Gaetano Arangio-Ruiz, giurista italiano (n. 1857)
- 1936 - Alfred Keogh, medico irlandese (n. 1857)
- 1937 - Alfredo Codona, circense messicano (n. 1893)
- 1938 - John Derbyshire, nuotatore e pallanuotista britannico (n. 1878)
- 1938 - William Hennessy, lottatore statunitense (n. 1872)
- 1939 - Orazio Mazzella, arcivescovo cattolico italiano (n. 1860)
- 1940 - Ademaro Nicoletti Altimari, ufficiale e aviatore italiano (n. 1903)
- 1941 - Hugo Celmiņš, politico lettone (n. 1877)
- 1941 - Alfons Maria Galea, imprenditore, scrittore e politico maltese (n. 1861)
- 1941 - Anna Marongiu, pittrice e incisore italiana (n. 1907)
- 1941 - Spartaco Orazi, calciatore, velocista e dirigente sportivo italiano (n. 1902)
- 1942 - Johannes Aerts, missionario e vescovo cattolico olandese (n. 1880)
- 1942 - Jimmy Blanton, contrabbassista statunitense (n. 1918)
- 1942 - Leopoldo da Castelnuovo, presbitero croato (n. 1866)
- 1942 - Giovanni Sassi, calciatore italiano (n. 1889)
- 1942 - Renia Spiegel, scrittrice polacca (n. 1924)
- 1943 - Max Eitingon, psicoanalista tedesco (n. 1881)
- 1943 - Marie-Louise Giraud, francese (n. 1903)
- 1943 - Owen Nares, attore inglese (n. 1888)
- 1943 - Giovanni Zibordi, politico e giornalista italiano (n. 1870)
- 1944 - Enzo Giovanni Caffer, partigiano italiano (n. 1925)
- 1944 - Carlo Pignatti Morano di Custoza, ammiraglio e politico italiano (n. 1869)
- 1944 - Nikolaj Nikolaevič Polikarpov, ingegnere aeronautico sovietico (n. 1892)
- 1945 - Émile Duplat, ammiraglio francese (n. 1880)
- 1945 - Edoardo Imparati, ornitologo e naturalista italiano (n. 1872)
- 1945 - Kuno von Westarp, politico tedesco (n. 1864)
- 1946 - Nikolaj Aleksandrovič Morozov, rivoluzionario, scrittore e scienziato russo (n. 1854)
- 1947 - Joseph Cook, politico australiano (n. 1860)
- 1947 - Kōda Rohan, scrittore giapponese (n. 1867)
- 1947 - Moritz Mayer-Mahr, pianista tedesco (n. 1869)
- 1948 - Sophonisba Breckinridge, attivista, educatrice e avvocato statunitense (n. 1866)
- 1948 - Alberto De Capitani d'Arzago, archeologo e storico dell'arte italiano (n. 1909)
- 1948 - Pat Powers, produttore cinematografico e regista irlandese (n. 1870)
- 1949 - Dorotea Chávez Orozco, religiosa messicana (n. 1867)
- 1949 - Stojan Danev, politico bulgaro (n. 1858)
- 1949 - Henrik Galeen, sceneggiatore, regista e attore austriaco (n. 1881)
- 1950 - Umberto Fracassini, storico e presbitero italiano (n. 1862)
- 1950 - Guilhermina Suggia, violoncellista portoghese (n. 1885)
- 1951 - Michail Deržavin, attore sovietico (n. 1903)
- 1951 - Louis George Gregory, avvocato statunitense (n. 1874)
- 1951 - Max Kennedy Horton, ammiraglio britannico (n. 1883)
- 1951 - Martin André Rosanoff, chimico russo (n. 1874)
- 1952 - Duilio Corompai, pittore italiano (n. 1876)
- 1954 - Winifred Cavendish-Bentinck, duchessa di Portland, nobildonna e attivista inglese (n. 1863)
- 1955 - Willy Pogany, illustratore e scenografo ungherese (n. 1882)
- 1956 - Peter Deer, mezzofondista canadese (n. 1878)
- 1957 - Silvestro Baglioni, fisiologo e politico italiano (n. 1876)
- 1957 - Charles E. Bowles, politico statunitense (n. 1884)
- 1957 - Mario Cocchi, pittore italiano (n. 1898)
- 1957 - Hellmuth von Mücke, scrittore e ufficiale tedesco (n. 1881)
- 1957 - Frank Isaac País García, rivoluzionario cubano (n. 1934)
- 1957 - Alvin Wyckoff, direttore della fotografia statunitense (n. 1877)
- 1958 - René Ramos Latour, rivoluzionario cubano (n. 1932)
- 1959 - Heinie Conklin, attore statunitense (n. 1886)
- 1959 - Arturo Vacca Maggiolini, generale e politico italiano (n. 1872)
- 1959 - María Venegas de la Torre, religiosa messicana (n. 1868)
- 1959 - Oskar Vogt, neurologo tedesco (n. 1870)
- 1960 - Fernand Bosmans, schermidore belga (n. 1883)
- 1960 - Carl Otto Czeschka, illustratore austriaco (n. 1878)
- 1960 - Stasys Razma, calciatore lituano (n. 1898)
- 1960 - Vidar Stenborg, calciatore svedese (n. 1894)
- 1961 - Domenico Gambino, calciatore italiano (n. 1920)
- 1961 - Giovanni Miegge, teologo e pastore protestante italiano (n. 1900)
- 1961 - Rudolf Schilberg, sollevatore austriaco (n. 1894)
- 1961 - Domenico Tardini, cardinale e arcivescovo cattolico italiano (n. 1888)
- 1962 - Renato di Borbone-Parma, militare spagnolo (n. 1894)
- 1962 - Luigi Carnera, astronomo e matematico italiano (n. 1875)
- 1962 - Johannes Gerckens Bassøe, avvocato e politico norvegese (n. 1878)
- 1962 - Pasquale Lissone, calciatore italiano (n. 1891)
- 1962 - Myron McCormick, attore statunitense (n. 1908)
- 1963 - Patrick Jay Hurley, politico statunitense (n. 1883)
- 1963 - Linards Tauns, scrittore lettone (n. 1922)
- 1964 - Aldo Fagiuoli, allenatore di calcio e calciatore italiano (n. 1898)
- 1965 - Hermann Hurni, calciatore e imprenditore svizzero (n. 1889)
- 1965 - Pier Ruggero Piccio, aviatore italiano (n. 1880)
- 1965 - Jun'ichirō Tanizaki, scrittore giapponese (n. 1886)
- 1965 - Alan Washbond, bobbista statunitense (n. 1899)
- 1966 - Hazel Abel, politica statunitense (n. 1888)
- 1966 - Otto Fretter-Pico, generale tedesco (n. 1893)
- 1966 - Riccardo Morbelli, drammaturgo, sceneggiatore e paroliere italiano (n. 1907)
- 1966 - Väinö Tiiri, ginnasta finlandese (n. 1886)
- 1967 - Antonin-Fernand Drapier, arcivescovo cattolico francese (n. 1891)
- 1967 - Vlastimil Kopecký, calciatore cecoslovacco (n. 1912)
- 1967 - Alfried Krupp von Bohlen und Halbach, imprenditore tedesco (n. 1907)
- 1967 - Matteo Sciambra, presbitero italiano (n. 1914)
- 1967 - Valentín Uriona, ciclista su strada spagnolo (n. 1940)
- 1968 - Lucy Bryce, medico e ematologa australiana (n. 1897)
- 1968 - Alexander Hall, regista, montatore e attore statunitense (n. 1894)
- 1968 - Johann Horvath, calciatore austriaco (n. 1903)
- 1968 - Jón Leifs, compositore, pianista e direttore d'orchestra islandese (n. 1899)
- 1968 - James McIlroy, esploratore, medico e militare britannico (n. 1879)
- 1969 - Costantino di Baviera, nobile tedesco (n. 1920)
- 1969 - Enrico Palandri, generale italiano (n. 1896)
- 1970 - Dan A. Kimball, politico statunitense (n. 1896)
- 1970 - Maud Lewis, pittrice canadese (n. 1903)
- 1970 - George Szell, direttore d'orchestra e compositore ungherese (n. 1897)
- 1971 - Gino Borsato, pittore italiano (n. 1905)
- 1971 - Cesare Casirago, calciatore italiano (n. 1909)
- 1971 - Joe Colombo, designer e architetto italiano (n. 1930)
- 1972 - Mór Kóczán, giavellottista ungherese (n. 1885)
- 1972 - Leonardo Mazzoli, pilota motonautico italiano (n. 1935)
- 1972 - Jackie Robinson, calciatore inglese (n. 1917)
- 1972 - Charles Yuill, politico canadese (n. 1889)
- 1973 - Pellegrino Claudio Sestieri, archeologo italiano (n. 1910)
- 1975 - James Blish, scrittore statunitense (n. 1921)
- 1975 - Hubert Broad, aviatore e militare britannico (n. 1897)
- 1976 - Rudolf Bultmann, teologo tedesco (n. 1884)
- 1976 - Lan Ma, attore cinese (n. 1915)
- 1976 - Oreste Lizzadri, politico e sindacalista italiano (n. 1896)
- 1976 - Virgilio Spigai, ammiraglio italiano (n. 1907)
- 1977 - Jean de Laborde, ammiraglio francese (n. 1878)
- 1977 - Stefano Lenoci, politico italiano (n. 1897)
- 1977 - Maria Luisa Petroni, pittrice italiana (n. 1921)
- 1978 - Gelasio Adamoli, giornalista, politico e partigiano italiano (n. 1907)
- 1978 - Domenico Canalella, presbitero e traduttore italiano (n. 1914)
- 1978 - Umberto Nobile, generale, esploratore e ingegnere italiano (n. 1885)
- 1979 - Primo Gregori, politico italiano (n. 1932)
- 1980 - Charles McGraw, attore statunitense (n. 1914)
- 1981 - Gerrit van de Ruit, ciclista su strada olandese (n. 1911)
- 1981 - Bud Tingelstad, pilota automobilistico statunitense (n. 1928)
- 1982 - Francisco Gamborena, allenatore di calcio e calciatore spagnolo (n. 1901)
- 1982 - Giorgio Nelson Page, giornalista e scrittore statunitense (n. 1906)
- 1982 - Guido Rispoli, politico e bibliotecario italiano (n. 1893)
- 1983 - Bertus Caldenhove, calciatore olandese (n. 1914)
- 1983 - Carmelo Colletti, mafioso italiano (n. 1920)
- 1983 - Lynn Fontanne, attrice britannica (n. 1887)
- 1983 - Fuzzy Vandivier, cestista statunitense (n. 1903)
- 1985 - Julia Robinson, matematica statunitense (n. 1919)
- 1985 - Puccio Roelens, pianista, arrangiatore e direttore d'orchestra italiano (n. 1919)
- 1986 - Pina Cipriotto, ginnasta, velocista e ostacolista italiana (n. 1911)
- 1986 - Luís da Câmara Cascudo, storico, antropologo e giornalista brasiliano (n. 1898)
- 1986 - John N. Dalton, politico statunitense (n. 1931)
- 1986 - Antonino Sammartano, pedagogista e funzionario italiano (n. 1897)
- 1987 - Andrei Bărbulescu, calciatore rumeno (n. 1909)
- 1987 - MacDonald Hobley, annunciatore televisivo, conduttore televisivo e attore britannico (n. 1917)
- 1987 - Albert Schilling, scultore svizzero (n. 1904)
- 1987 - Narciso Soldan, allenatore di calcio e calciatore italiano (n. 1927)
- 1987 - Michel Tapié, critico d'arte francese (n. 1909)
- 1988 - Checco Costa, dirigente sportivo italiano (n. 1911)
- 1988 - Curtis Shears, schermidore statunitense (n. 1901)
- 1988 - Michele Maria Tumminelli, educatore e politico italiano (n. 1894)
- 1988 - Bob Woytowich, hockeista su ghiaccio canadese (n. 1941)
- 1989 - Saulle Franzini, calciatore italiano (n. 1902)
- 1989 - Amadeo Labarta, calciatore spagnolo (n. 1905)
- 1989 - Octave Mannoni, etnologo, psicoanalista e insegnante francese (n. 1899)
- 1990 - Ferrero Alberti, allenatore di calcio e calciatore italiano (n. 1909)
- 1990 - Gustaf Jonsson, fondista svedese (n. 1903)
- 1991 - Tom Bridger, pilota automobilistico britannico (n. 1934)
- 1991 - Benny Grant, hockeista su ghiaccio canadese (n. 1908)
- 1991 - Giorgio Manzini, giornalista e scrittore italiano (n. 1930)
- 1992 - Giuseppe Brignole, militare e ufficiale italiano (n. 1906)
- 1992 - Bo Lindman, pentatleta e schermidore svedese (n. 1899)
- 1992 - Brenda Marshall, attrice statunitense (n. 1915)
- 1992 - Joe Shuster, fumettista canadese (n. 1914)
- 1993 - Tullio Pietrobono, politico italiano (n. 1919)
- 1993 - Edward Raczyński, politico, diplomatico e scrittore polacco (n. 1891)
- 1994 - Janis Carter, attrice statunitense (n. 1913)
- 1994 - Derek Raymond, scrittore britannico (n. 1931)
- 1994 - Emil Kuhn-Schnyder, paleontologo svizzero (n. 1905)
- 1994 - Helmut Schäfer, sollevatore tedesco (n. 1908)
- 1995 - Aleksander Bardini, regista teatrale e attore polacco (n. 1913)
- 1995 - Nando Cicero, regista e attore italiano (n. 1931)
- 1995 - Alfredo Giannetti, sceneggiatore e regista italiano (n. 1924)
- 1995 - Nikolaj Dmitrievič Kuznecov, ingegnere aeronautico russo (n. 1911)
- 1995 - Heleno Oliveira, poeta brasiliano (n. 1941)
- 1996 - George Aghedo, percussionista e cantante nigeriano (n. 1940)
- 1996 - Claudette Colbert, attrice francese (n. 1903)
- 1996 - Magda Schneider, attrice e soubrette tedesca (n. 1909)
- 1996 - Constantin Teașcă, allenatore di calcio e calciatore rumeno (n. 1922)
- 1997 - Giuseppe Anedda, musicista e mandolinista italiano (n. 1912)
- 1997 - Vincenzo Bendinelli, pittore e poeta italiano (n. 1931)
- 1997 - Vittoria Ceriana Mayneri, cestista italiana (n. 1915)
- 1997 - Bảo Đại, imperatore e politico vietnamita (n. 1913)
- 1998 - Maurice Bardèche, saggista, giornalista e critico d'arte francese (n. 1907)
- 1998 - Barbara Giuranna, compositrice italiana (n. 1899)
- 1998 - Laila Schou Nilsen, sciatrice alpina, pattinatrice di velocità su ghiaccio e tennista norvegese (n. 1919)
- 1998 - Bob Smith, attore statunitense (n. 1917)
- 1998 - Kenneth A. Walsh, militare statunitense (n. 1916)
- 1999 - Carlo Callerio, microbiologo e farmacologo italiano (n. 1901)
- 1999 - Ko Tai Chuen, cestista singaporiano (n. 1925)
- 1999 - Hermann Panzo, velocista francese (n. 1958)
- 2000 - Alessandro Fregoni, calciatore italiano (n. 1917)
- 2000 - Nan Leslie, attrice statunitense (n. 1926)
- 2000 - Max Showalter, attore statunitense (n. 1917)
- 2000 - Jack Smiley, cestista e allenatore di pallacanestro statunitense (n. 1922)

## XXI secolo(108)
- 2001 - Pietro Del Buono, calciatore italiano (n. 1911)
- 2001 - Ennio Tarantola, aviatore italiano (n. 1915)
- 2002 - Ed Bruneteau, hockeista su ghiaccio e allenatore di hockey su ghiaccio canadese (n. 1919)
- 2002 - Emilio Iarrusso, politico, paroliere e giornalista italiano (n. 1925)
- 2002 - Stephen Lysak, canoista statunitense (n. 1912)
- 2002 - Phil Smith, cestista statunitense (n. 1952)
- 2002 - Rudolf Zibrínyi, calciatore cecoslovacco (n. 1925)
- 2003 - Pedro Bátiz, allenatore di pallacanestro e dirigente sportivo argentino (n. 1938)
- 2003 - Ewa Krzyzewska, attrice polacca (n. 1939)
- 2003 - Steve Hislop, pilota motociclistico britannico (n. 1962)
- 2003 - Sam Phillips, imprenditore, produttore discografico e disc jockey statunitense (n. 1923)
- 2004 - J. Edward McKinley, attore statunitense (n. 1917)
- 2004 - Ed Melvin, cestista e allenatore di pallacanestro statunitense (n. 1916)
- 2004 - György Vízvári, pallanuotista ungherese (n. 1928)
- 2005 - Ilvo Bozzi, calciatore italiano (n. 1928)
- 2005 - John Garang, politico, guerrigliero e militare sudsudanese (n. 1945)
- 2005 - Alain Peltier, pilota automobilistico belga (n. 1948)
- 2005 - Vittorio Schiavi, calciatore italiano (n. 1916)
- 2005 - Lucky Thompson, sassofonista e compositore statunitense (n. 1924)
- 2006 - Murray Bookchin, filosofo, anarchico e sociologo statunitense (n. 1921)
- 2006 - Zdravko Rajkov, allenatore di calcio e calciatore jugoslavo (n. 1927)
- 2007 - Michelangelo Antonioni, regista, sceneggiatore e montatore italiano (n. 1912)
- 2007 - Teoctist Arăpașu, religioso rumeno (n. 1915)
- 2007 - Lida Basso, docente italiana (n. 1919)
- 2007 - Ingmar Bergman, regista, sceneggiatore e drammaturgo svedese (n. 1918)
- 2007 - Fausto Sucena Rasga Filho, cestista brasiliano (n. 1929)
- 2007 - Ali Meshkini, politico iraniano (n. 1921)
- 2007 - Bill Walsh, allenatore di football americano statunitense (n. 1931)
- 2008 - Zlata Bartl, chimica jugoslava (n. 1920)
- 2008 - Georges Lapassade, filosofo, sociologo e antropologo francese (n. 1924)
- 2008 - Fulvio Palopoli, politico italiano (n. 1937)
- 2009 - Carlo Alessi, designer e imprenditore italiano (n. 1916)
- 2009 - Angelo Gabrielli, imprenditore e dirigente sportivo italiano (n. 1926)
- 2009 - Renato Izzo, attore, doppiatore e direttore del doppiaggio italiano (n. 1929)
- 2009 - Jurij Kurnenin, calciatore e allenatore di calcio sovietico (n. 1954)
- 2009 - Artur Vaz, calciatore portoghese (n. 1925)
- 2009 - Ustaz Mohammed Yusuf, terrorista nigeriano (n. 1970)
- 2010 - Salvatore Cintola, politico italiano (n. 1941)
- 2010 - Stan Milburn, calciatore inglese (n. 1926)
- 2010 - Arturo Mario Zambrino, politico italiano (n. 1922)
- 2011 - Sulṭana bint Turki Al Sudairi, saudita (n. 1940)
- 2011 - Norman Barratt, chitarrista inglese (n. 1949)
- 2011 - Afra Bianchin, architetta, designer e restauratrice italiana (n. 1937)
- 2011 - Carlo Cavaglià, giornalista e scrittore italiano (n. 1926)
- 2011 - Giuseppe D'Avanzo, giornalista e scrittore italiano (n. 1953)
- 2011 - Mario Echandi Jiménez, politico costaricano (n. 1915)
- 2011 - Julio Gámez, cestista dominicano (n. 1921)
- 2011 - Bob Peterson, cestista statunitense (n. 1932)
- 2012 - Joan Bassegoda, architetto, storico e saggista spagnolo (n. 1930)
- 2012 - Maeve Binchy, scrittrice irlandese (n. 1939)
- 2013 - Uwe Bahnsen, ingegnere e progettista tedesco (n. 1930)
- 2013 - Giuseppe Basile, storico dell'arte, critico d'arte e saggista italiano (n. 1942)
- 2013 - Robert Bellah, sociologo statunitense (n. 1923)
- 2013 - Harry F. Byrd Jr., politico e militare statunitense (n. 1914)
- 2013 - Antoni Ramallets, calciatore e allenatore di calcio spagnolo (n. 1924)
- 2013 - Ossie Schectman, cestista statunitense (n. 1919)
- 2014 - Ambrogio Ciranna, scultore italiano (n. 1940)
- 2014 - Pasquale Ciriello, costituzionalista e politico italiano (n. 1950)
- 2014 - Robert Drew, regista statunitense (n. 1924)
- 2014 - Harun Farocki, regista, sceneggiatore e giornalista tedesco (n. 1944)
- 2014 - Julio Grondona, dirigente sportivo argentino (n. 1931)
- 2014 - Finn Gundersen, calciatore e hockeista su ghiaccio norvegese (n. 1933)
- 2014 - Dick Smith, truccatore statunitense (n. 1922)
- 2014 - Dick Wagner, chitarrista e cantante statunitense (n. 1942)
- 2015 - Lynn Anderson, cantante statunitense (n. 1947)
- 2015 - Fulvio Follegot, politico italiano (n. 1953)
- 2015 - Dante Masocco, cestista italiano (n. 1936)
- 2015 - Alena Vrzáňová, pattinatrice artistica su ghiaccio cecoslovacca (n. 1931)
- 2016 - Oleg Daškevič, regista sovietico (n. 1930)
- 2016 - Gloria DeHaven, attrice statunitense (n. 1925)
- 2016 - Nigel Gray, produttore discografico britannico (n. 1947)
- 2016 - Anna Marchesini, attrice teatrale, comica e doppiatrice italiana (n. 1953)
- 2017 - Nicolò Cipolla, politico italiano (n. 1922)
- 2017 - Ciro Cirillo, politico italiano (n. 1921)
- 2017 - Luigi Robotti, calciatore italiano (n. 1931)
- 2018 - Ron Dellums, politico e attivista statunitense (n. 1935)
- 2018 - Philippe Dreyfus, informatico francese (n. 1925)
- 2018 - Andreas Kappes, pistard e ciclista su strada tedesco (n. 1965)
- 2018 - Giuseppe Rossini, dirigente d'azienda italiano (n. 1923)
- 2019 - Nick Buoniconti, giocatore di football americano statunitense (n. 1940)
- 2019 - Steinar Johannessen, calciatore norvegese (n. 1936)
- 2019 - Giancarlo Morresi, pentatleta italiano (n. 1944)
- 2019 - Cristiano Toraldo di Francia, architetto italiano (n. 1941)
- 2020 - Herman Cain, politico, imprenditore e conduttore radiofonico statunitense (n. 1945)
- 2020 - Mike Gale, cestista statunitense (n. 1950)
- 2020 - Pino Grioni, pittore, scultore e ceramista italiano (n. 1932)
- 2020 - Lee Teng-hui, politico taiwanese (n. 1923)
- 2020 - Mark Rocco, wrestler britannico (n. 1951)
- 2021 - Jack Couffer, direttore della fotografia e regista statunitense (n. 1924)
- 2021 - Alan Miller, sciatore alpino statunitense (n. 1940)
- 2021 - Italo Vassallo, calciatore etiope (n. 1940)
- 2022 - Pat Carroll, attrice statunitense (n. 1927)
- 2022 - Vincenzo Foglia, fantino italiano (n. 1948)
- 2022 - Kiyoshi Kobayashi, doppiatore giapponese (n. 1933)
- 2022 - Nichelle Nichols, attrice, cantante e ballerina statunitense (n. 1932)
- 2022 - Sofía Rojas, supercentenaria colombiana (n. 1907)
- 2023 - David Albahari, scrittore serbo (n. 1948)
- 2023 - Dan Hester, cestista statunitense (n. 1948)
- 2023 - Vittorio Prodi, politico e fisico italiano (n. 1937)
- 2023 - Paul Reubens, attore, showman e doppiatore statunitense (n. 1952)
- 2023 - Benny Rooney, calciatore e allenatore di calcio scozzese (n. 1943)
- 2024 - Vladimir Ešinov, canottiere sovietico (n. 1949)
- 2024 - Bruno Garzena, calciatore italiano (n. 1933)
- 2024 - Haukur Halldórsson, pittore islandese (n. 1937)
- 2024 - Hans Lenk, canottiere tedesco (n. 1935)
- 2024 - Fuad Shukr, generale libanese (n. 1961)
- 2025 - Marina Donato, produttrice televisiva e autrice televisiva italiana (n. 1949)
- 2025 - Marianne Jahn, sciatrice alpina austriaca (n. 1942)

## Senza anno specificato(1)
- Epeneto di Cartagine, vescovo e santo romano